# John Foster Dulles
John Foster Dulles (/ˈdʌləs/; ngày 25 tháng 2 năm 1888 - ngày 24 tháng 5 năm 1959) là một nhà ngoại giao người Mỹ. Là một đảng viên đảng Cộng hòa Hoa Kỳ, ông từng là Bộ trưởng Ngoại giao Hoa Kỳ dưới thời Tổng thống Dwight D. Eisenhower từ năm 1953 đến năm 1959. Ông là một nhân vật quan trọng trong thời kỳ Chiến tranh Lạnh sớm, ủng hộ một lập trường hung hăng chống chủ nghĩa cộng sản trên toàn thế giới.
Sinh ra ở Washington, D.C., Dulles gia nhập công ty luật thành phố New York Sullivan & Cromwell sau khi tốt nghiệp Trường luật Đại học George Washington. John Foster Dulles đã từng phục vụ trong vai trò Bộ trưởng Ngoại giao Hoa Kỳ, trong khi anh trai, Allen Dulles, từng là Giám đốc Cục tình báo Trung tâm từ năm 1953 đến năm 1961. John Foster Dulles phục vụ trong Ban Công nghiệp Chiến tranh Ban trong thế chiến I và ông là một luật sư Hoa Kỳ tại Hội nghị Hoà bình Paris 1919. Ông đã trở thành một thành viên của Liên hiệp Các Hiệp hội các quốc gia Tự do, hỗ trợ thành viên Mỹ trong Liên đoàn các quốc gia. Dulles cũng đã giúp thiết kế Kế hoạch Dawes, nhằm tìm cách ổn định châu Âu bằng cách giảm các bồi thường chiến tranh của Đức.
Sau khi Eisenhower đắc cử trong cuộc bầu cử tổng thống năm 1952, ông đã chọn Dulles làm Ngoại trưởng. Là Ngoại trưởng, Dulles đã tập trung xây dựng và tăng cường các liên minh Chiến tranh Lạnh, đặc biệt là Tổ chức Hiệp ước Bắc Đại Tây Dương. Ông là kiến trúc sư của Tổ chức Hiệp ước Đông Nam Á, một liên minh phòng thủ chống lại Cộng sản giữa Hoa Kỳ và một số quốc gia ở và gần Đông Nam Á. Ông cũng đã giúp kích động cuộc đảo chính Iran năm 1953 và cuộc đảo chính Guatemala năm 1954. Ông ủng hộ một chiến lược trả đũa lớn để đáp lại sự xâm lược của Liên Xô. Ông ủng hộ ủng hộ Pháp trong cuộc chiến chống lại Việt Minh ở Đông Dương nhưng đã bác bỏ Hiệp định Giơ-ne-vơ rằng Pháp và cộng sản đã đồng ý, và thay vào đó hỗ trợ Nam Việt Nam sau Hội nghị Genève năm 1954. Trong bộ phim Hearts and Minds, Bộ trưởng Ngoại giao Pháp Georges Bidault tiết lộ rằng bên lề Hội nghị Genève, Dulles đã đề nghị ông cho sử dụng 2 trái bom nguyên tử vào Việt Nam. Bị bệnh vì ung thư ruột kết, Dulles từ chức 1959 và chết vào cuối năm đó.

## Tiểu sử
Sinh ra ở Washington, D.C., ông là một trong năm đứa con và là con trai lớn của mục sư Trưởng lão Allen Macy Dulles và vợ ông, Edith (nhũ danh Foster). Ông nội của ông, John Welsh Dulles, từng là nhà truyền giáo Trưởng lão ở Ấn Độ. Ha anh em ông theo học các trường công tại Watertown, New York.
Dulles theo học Đại học Princeton và tốt nghiệp với tư cách là một thành viên của Phi Beta Kappa năm 1908. Tại Princeton, Dulles cạnh tranh với đội tranh luận của Whig-Cliosophic Society ở Mỹ. Sau đó ông theo học Trường Luật Đại học George Washington ở Washington, D.C.

## Hôn nhân và gia đình
Cả ông nội của ông, Foster, và chú ông, Robert Lansing, chồng của Eleanor Foster, đã giữ chức vụ Bộ trưởng Ngoại giao. Em trai của ông, Allen Welsh Dulles, từng là Giám đốc Trung tâm Tình báo dưới sự giám sát của Dwight D. Eisenhower, và em gái của ông, Eleanor Lansing Dulles, được ghi nhận vì công việc của bà trong việc tái thiết nền kinh tế của châu Âu sau chiến tranh trong suốt hai mươi năm Bộ Ngoại giao.
Vào ngày 26 tháng 6 năm 1912, Dulles kết hôn với Janet Pomeroy Avery (1891-1969), người anh họ đầu tiên của David Rockefeller.. Họ có hai con trai và con gái. Con trai John W. F. Dulles (1913-2008) là một giáo sư về lịch sử và chuyên gia tại Brazil tại Đại học Texas ở Austin. Con gái của họ, Lillias Dulles Hinshaw (1914-1987), đã trở thành một Mục sư Presbyterian. Con trai của họ là Avery Dulles (1918-2008) đã chuyển đổi sang Công giáo La mã, bước vào trật tự Dòng Tên, và trở thành nhà thần học Mỹ đầu tiên được bổ nhiệm làm hồng y.